# Yahtséel
Yahtséel ou Yahtsiël est un fils de Nephtali fils de Jacob et de Bilha. Ses descendants s'appellent les Yahtséélites.

## Yahtséel et ses frères
Yahtséel ou Yahtsiël a pour frères Gouni, Yétser, Shillem ou Shalloum,,.

## Yahtséel en Égypte
Yahtséel ou Yahtsiël part avec son père Nephtali et son grand-père Jacob pour s'installer en Égypte au pays de Goshen dans le delta du Nil.
La famille des Yahtséélites dont l'ancêtre est Yahtséel ou Yahtsiël sort du pays d'Égypte avec Moïse,.